# Rudolf Nelson

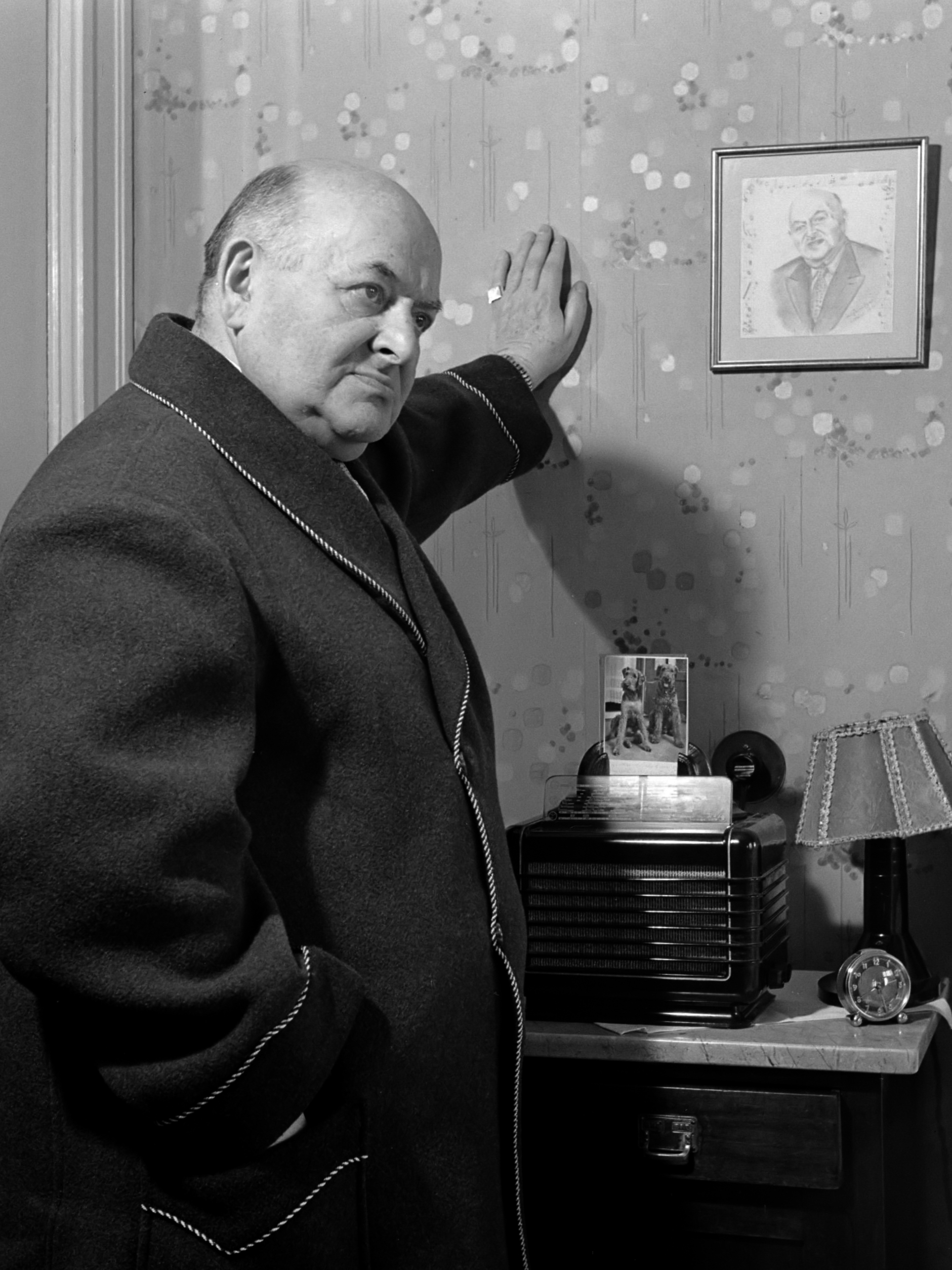
Rudolf Nelson in 1952

Rudolf Nelson (pseudoniem van Rudolf Lewysohn) (Berlijn, 8 april 1878 – aldaar, 5 februari 1960) was een Duits pianist, componist en cabaretier van Joodse afkomst met een eigen theater en gezelschap.

## Biografie

### Carrière
Nelson werkte als kantoorbediende en studeerde daarnaast muziek, maar hij stopte met beide om zijn leven te kunnen wijden aan de kleinkunst. Samen met Paul Schneider-Duncker opende hij in 1904 in de Potsdammerstraat de gelegenheid 'Roland von Berlin'. Na de breuk met zijn kompaan begon hij in 1907 in de straat Unter den Linden de gelegenheid 'Chat Noir'. Hij bracht daar voor een grootstedelijk publiek een muzikaal cabaret op literaire grondslag.
In 1919 richtte hij de 'Nelson-Künstlerspiele' op, maar hij veranderde de naam een jaar later in 'Nelson Theater'. Dit eigen theater (in de latere bioscoop 'Astor') aan de Kurfürstendamm 217 had - inclusief het balkon - nog geen 200 stoelen. Het toneel was ook piepklein, maar Nelson liet niettemin enorme decors opstellen. In deze periode ontwikkelde hij de elegante nieuwe mengvorm tussen cabaret en revue waarmee hij beroemd werd, de cabaretrevue.
Door de economische neergang na de beurskrach van 1929 was hij niet langer in staat om er een eigen theater op na te houden. Hij huurde vervolgens ruimte in andere theaters en zelfs in het Berlijnse Eden Hotel.
De apolitieke en bijna spirituele Nelsonrevue was een kenmerkend onderdeel van de Gouden Jaren van Berlijn en van de Weimar-republiek in het interbellum. Dat Berlijn de hoofdstad van het vermaak werd, was zelfs voor een flink gedeelte te danken aan Rudolf Nelson en zijn ensemble: Marlene Dietrich, Hans Albers, Claire Waldoff en Willy Prager zongen zijn liedjes, Josephine Baker trad in zijn theater op en Kurt Tucholsky schreef teksten voor zijn talloze cabaretrevues. Een van zijn bekendste composities was de schlager Tamerlan.
Na de machtsgreep van de nationaalsocialisten in 1933 kwam er een abrupt einde aan de vrijheid van meningsuiting en cultuur. Drie maanden later week Nelson met zijn revue uit naar Wenen, maar ook daar werd hem het werken moeilijk gemaakt. Nelson ging naar Zwitserland en tijdens een gastoptreden in Zürich in 1934 werd hij door de beroemde Nederlandse zanger Louis Davids uitgenodigd om naar Amsterdam te komen.
Hij trad in Nederland met zijn emigrantencabaret in Exil op in 'La Gaîté' (vrij vertaald 'De Opgewektheid'), een cabaret met wisselende voorstellingen op de eerste verdieping van het Tuschinskytheater in Amsterdam. In de zomermaanden verzorgde hij gastoptredens in Scheveningen. Hij had daarmee grote invloed op de ontwikkeling van het cabaret in Nederland.
Zijn zoon Herbert Nelson (1910–1988) was aanvankelijk min of meer als gijzelaar van de autoriteiten in Berlijn achtergebleven, om daar onder dwang in maandelijkse termijnen een belastingschuld te voldoen die in werkelijkheid niet bestond. Toen hij bij toeval ontdekte dat de schuld steeds even hoog bleef, vluchtte hij alsnog en ging zijn vader achterna. Herbert schreef al in Berlijn en later in Amsterdam volop teksten voor zijn vader. Uit vrees voor censuur en vervolging en om het gastland Nederland te ontzien, meden de teksten alle politieke onderwerpen. Naderhand schreef hij ook teksten voor Nederlandse cabaretiers en zelfs de bijbehorende muziek.
Tot 1940 produceerde Rudolf Nelson in samenwerking met vooral zijn zoon Herbert elke veertien dagen als aan de lopende band nieuwe programma's, bijna 100 in getal. Het aantal was zo groot, omdat het publiek van Duitse emigranten en Nederlanders die goed Duits verstonden vrij klein was. Hij werkte ook met Nederlandse artiesten als Fien de la Mar , maar vooral dankzij gastoptredens van zijn oude makkers uit zijn Berlijnse dagen, met bekende namen als Max Ehrlich, Kurt Lilien, Otto Wallburg of Willy Rosen, rees de betekenis van zijn cabaretrevue ver uit boven Amsterdam.
Na de inval van het Duitse leger in Nederland in mei 1940 kon zijn ensemble aanvankelijk met hangen en wurgen nog anderhalf jaar doorwerken in de voor Joden gereserveerde Hollandse Schouwburg, onder toezicht en censuur van de Gestapo.

Wij vergaten wat zich rondom ons afspeelde en aan wat voor gevaren wij eigenlijk blootstonden. Wij 'speelden', dat was de spil van ons leven, dat in feite helemaal geen leven meer was.
— Herbert Nelson

Maar na de sluiting van de Hollandse Schouwburg viel alles stil en verdween Rudolf in de anonimiteit, dook onder en ontsnapte zo aan deportatie. Zoon Herbert was maar half joods en kon blijven wonen aan het Merwedeplein 23 - waar ook Anne Frank met haar familie woonde op nummer 37, voor zij onderdoken in 'Het Achterhuis', en ook 'Ben Ali Libi, de goochelaar' - Michel Velleman, op nummer 59, die daar bij een razzia door de Gestapo werd opgepakt en later in het vernietigingskamp Sobibór werd vermoord. Daar organiseerde Herbert Nelson met hulp van vrienden uit het verzet voor (joodse) vrienden en kennissen een ondergronds cabaret, dat zowel satirisch als politiek was. Dit bleef als door een wonder onontdekt en werd niet verraden. Vader en zoon overleefden zo tot hun eigen verbazing de oorlog.
Na de oorlog maakte Rudolf Nelson weer met veel succes een aantal nieuwe revues en hij keerde met zijn vrouw naar Berlijn terug en schreef daar in 1949 ten slotte zijn laatste Revue 'Berlin Weh Weh' (zoiets als 'Ach ach Berlijn'). In 1959 ontving hij de Paul Lincke ring. Zijn zoon emigreerde na de oorlog samen met zijn vrouw Eva naar New York en hield met optredens en colleges aan universiteiten de Duitse cabarettraditie hoog.

### Persoonlijk
Hij trouwde met de zangeres Käthe Erlholz, die eerder al getrouwd geweest was met de acteurs Conrad Veidt en Emil Jannings. Met haar kreeg hij in 1910 een zoon, Herbert.
Nelson stierf in 1960 en werd begraven op de begraafplaats in Berlijn-Dahlem (Hüttenweg 47). Zijn laatste rustplaats behoort tot de eregraven van de stadstaat Berlijn.
Het omvangrijke Rudolf Nelson-archief bevindt zich in het archief van de Akademie der Künste in Berlijn.